# 宮本高晴
宮本 高晴（みやもと たかはる、1952年 - ）は、日本の翻訳家。日本映像学会、日本演劇学会、早稲田大学演劇学会、日本詩学会、各会員。
福井県の生まれ。1976年、早稲田大学法学部卒業。1983年、早稲田大学大学院文学研究科芸術学科（映画学専攻）修士課程修了。	
東京医科大学教授。

## 共著
- 「映画100物語 外国映画篇 1895-1994」読売新聞社 1995 ISBN 4643950668。分担執筆

## 翻訳作品
- 「映画の教科書」共訳 フィルムアート社 1983 NCID BN01219439
- 「日本のサブカルチャー」共訳 TBSブリタニカ 1986 ISBN 4484861070
- 「マスターズ・オブ・ライト：アメリカン・シネマの撮影監督たち」デニス・シェファー/ラリー・サルヴァート 高間賢治 共訳 フィルムアート社 1988 全国書誌番号:88033540、NCID BN02836645。
  - 完全版「マスターズ・オブ・ライト：アメリカン・シネマの撮影監督たち」デニス・シェファー／ラリー・サルヴァート 編、高間賢治 共訳 フィルムアート社 2023 ISBN 978-4845921089
- 「オーソン・ウェルズ偽自伝」バーバラ・リーミング 文藝春秋 1991 ISBN 4163451102
- 「スコセッシ・オン・スコセッシ : 私はキャメラの横で死ぬだろう」 デイヴィッド・トンプソン/イアン・クリスティ編 フィルムアート社 1992
  - 増補新版「スコセッシ・オン・スコセッシ : 私はキャメラの横で死ぬだろう」フィルムアート社 2002 ISBN 4845902427
- 「チャップリン」デイヴィッド・ロビンソン、高田恵子 共訳 文藝春秋（上・下） 1993　ISBN 4163474307&ISBN 4163474404
- 「チャップリンの愛した女たち」デイヴィッド・ロビンソン、高田恵子 共訳 文春文庫 1993
- 「インタヴューズ 1・2」 クリストファー・シルヴェスター 編・新庄哲夫 ほか共訳 文藝春秋 1998
  - 「インタヴューズ 2 (ヒトラーからヘミングウェイまで)」文春学藝ライブラリー 2014 ISBN 9784168130151
  - 「インタヴューズ 3 (毛沢東からジョン・レノンまで) 」文春学藝ライブラリー (文庫・全3巻) 2014 ISBN 9784168130182
- 「ワイルダーならどうする? : ビリー・ワイルダーとキャメロン・クロウの対話」キネマ旬報社 2001 ISBN 4873762367
- 「マイ・ファースト・ムービー : 私はデビュー作をこうして撮った」 スティーヴン・ローウェンスタイン 編、フィルムアート社 2002 ISBN 484590232X
- 「王になろうとした男」ジョン・ヒューストン 清流出版 2006 ISBN 4860291530
- 「われとともに老いよ、楽しみはこの先にあり : リング・ラードナー・ジュニア自伝」清流出版 2008 ISBN 978-4860292485
- 「英国コメディ映画の黄金時代 : 『マダムと泥棒』を生んだイーリング撮影所」チャールズ・バー、清流出版 2010 ISBN 978-4860293178
- 「ロバート・アルドリッチ大全」アラン・シルヴァー / ジェイムズ・ウルシーニ、国書刊行会 2012 ISBN 978-4336055644
- 「ルビッチ・タッチ」ハーマン・G・ワインバーグ、山田宏一解説 国書刊行会 2015 ISBN 978-4336059086
- 「ジョージ・キューカー、映画を語る」ギャビン・ランバート 編著／ロバート・トラクテンバーグ 編 国書刊行会 2016 ISBN 978-4336060709
- 「サイレント映画の黄金時代」ケヴィン・ブラウンロウ、国書刊行会 2019 ISBN 978-4336065377
- 「ハリウッドのルル」ルイズ・ブルックス、国書刊行会 2023 ISBN 978-4336074782